# Canton de Breteuil (Eure)
Pour les articles homonymes, voir Canton de Breteuil.
Le canton de Breteuil est une circonscription électorale française située dans le département de l'Eure et la région Normandie.

## Géographie
Ce canton est organisé autour de Breteuil dans les arrondissements d'Évreux et de Bernay. Son altitude varie de 147 m (Condé-sur-Iton) à 199 m (Les Baux-de-Breteuil) pour une altitude moyenne de 182 m.

## Représentation

### Conseillers d'arrondissement (de 1833 à 1940)
| Période                                  | Période      | Identité                                                | Étiquette   | Qualité |
| ---------------------------------------- | ------------ | ------------------------------------------------------- | ----------- | --- |
| 1833                                     | 1833         | Prosper Isidore Levacher d'Urclé                        |             | Propriétaire à Breteuil                                                                                     |
| 1833                                     | 1845         | Alphonse Louis Michel Périer de Mondonville (1789-1868) |             | Notaire honoraire, maire de Breteuil                                                                        |
| 1845                                     | 1848         | Roger de Barrey                                         |             | Propriétaire à Saint-Denis-du-Béhélan                                                                       |
| 1848                                     | 1867         | Alphonse Périgueux de Mondonville                       |             | Notaire honoraire, Breteuil                                                                                 |
| 1867                                     | 1889 (décès) | Ferdinand Brière                                        | Républicain | Médecin à Breteuil                                                                                          |
| 1889                                     | 1898         | Alfred Pillard-Soulain                                  | Droite      | Entrepreneur à Breteuil                                                                                     |
| 1898                                     | 1904         | Aquilin Nieunet                                         | Républicain | Propriétaire à La Guéroulde, adjoint au maire de Breteuil                                                   |
| 1904                                     | 1931         | Vincent-Omer Lemarié                                    | Républicain | Adjoint au maire de Breteuil                                                                                |
| 1931                                     | 1940         | Fernand Prévost                                         | Rad.        | Cultivateur à Breteuil                                                                                      |
| 1940                                     |              |                                                         |             | Les conseils d'arrondissement ont été suspendus par la loi du 12 octobre 1940 et n'ont jamais été réactivés |
| Les données manquantes sont à compléter. |              |                                                         |             | |

### Conseillers généraux de 1833 à 2015
| Période | Période           | Identité                                      | Étiquette          | Qualité |
| ------- | ----------------- | --------------------------------------------- | ------------------ | --- |
| 1829    | 1833              | comte du Barrey de Bordigny                   |                    | Maire de Breteuil Conseiller général nommé |
|         |                   |                                               |                    | |
| 1833    | 1836 (décès)      | Martin Duval                                  |                    | Maître de forges à La Guéroulde |
| 1836    | 1845 (démission)  | Prosper Isidore Levacher d'Urclé              |                    | Maître de forges, maire de Condé, ancien conseiller d'arrondissement |
| 1846    | 1848              | Marquis Georges de Chambray                   |                    | Maréchal de camp en retraite Propriétaire à Chambray |
| 1848    | 1880              | Paul Louis Félix Levacher d'Urclé (1813-1889) | Droite             | Propriétaire Maire de Breteuil (fils du précédent) |
| 1880    | 1892              | Jacques Olry                                  | Droite monarchiste | Propriétaire du château de Souvilly Maire de Bémécourt Député (1889-1893) |
| 1892    | 1898              | Spérat Olivier                                | Républicain        | Maire de Breteuil |
| 1898    | 1904              | Alfred Pillard-Soulain                        | Conservateur       | Entrepreneur à Breteuil, conseiller d'arrondissement |
| 1904    | 1913              | Aquilin Nieunet (1860-1922)                   | Républicain        | Propriétaire à La Guéroulde, adjoint au maire de Breteuil, conseiller d'arrondissement |
| 1913    | 1919              | Camille Briquet                               | Rad.               | Chirurgien à Pacy-sur-Eure Maire de Pacy-sur-Eure |
| 1919    | 1922              | Auguste de Rohan-Chabot                       | Droite             | maire de Condé-sur-Iton |
| 1922    | 1928              | Louis Modeste Leroy                           | Rad.               | Ancien député (1893-1919) Ancien conseiller d'arrondissement du canton de Verneuil-sur-Avre |
| 1928    | 1940              | Camille Briquet                               | Rad.               | Chirurgien à Pacy-sur-Eure Maire de Pacy-sur-Eure Député (1928-1942) Président du Conseil général (1931-1940) Membre de la Commission administrative départementale (1941-1943) Nommé conseiller départemental en 1943 |
|         |                   |                                               |                    | |
| 1945    | 1953              | Henri Lambert                                 | Rad.               | Médecin à Breteuil |
| 1953    | 1962 (annulation) | Georges Schiffmacher (1915-1989)              | SFIO               | Intendant universitaire Adjoint au maire d'Évreux (1953-1971) Élu au bénéfice de l'âge |
| 1962    | 1967              | Jean Pierre Servin                            | DVD                | Docteur Maire de Breteuil (1959-1966) |
| 1967    | 1985              | Georges Schiffmacher                          | PS                 | Adjoint au maire d'Évreux |
| 1985    | 2004              | Pierre Vittori                                | PS                 | Instituteur Maire de Bémécourt |
| 2004    | 2015              | Gérard Chéron                                 | UMP                | Artisan, maire de Breteuil depuis 1999 |

### Conseillers départementaux à partir de 2015
| Période élective | Période élective | Mandat | Mandat   | Identité           | Nuance | Nuance | Qualité |
| ---------------- | ---------------- | ------ | -------- | ------------------ | ------ | ------ | --- |
| 2015             | 2021             | 2015   | 2021     | Gérard Chéron      |        | LR     | Entrepreneur de maçonnerie Maire de Breteuil Président de la Communauté de communes 11e vice-président du Conseil départemental chargé des politiques de l'eau et de l'assainissement, de la protection des ressources naturelles et de la transition énergétique. |
| 2015             | 2021             | 2015   | 2021     | Jocelyne De Tomasi |        | UDI    | Ancienne responsable qualité, sécurité, environnement à Framatome Adjointe au maire de Rugles |
| 2021             | 2028             | 2021   | en cours | Gérard Cheron      |        | DVD    | Maire DVD de Breteuil 8ème Vice-président du Conseil départemental chargé de la transition énergétique et de la prévention des risques naturels et technologiques                                                                                                  |
| 2021             | 2028             | 2021   | en cours | Jocelyne de Tomasi |        | UDI    | Conseillère municipale UDI de Rugles |

### Résultats détaillés

#### Élections de mars 2015
À l'issue du 1er tour des élections départementales de 2015, deux binômes sont en ballottage : Gérard Cheron et Jocelyne De Tomasi (Union de la Droite, 37,17 %) et Madeleine Chatel et Guy Plasse (FN, 36,19 %). Le taux de participation est de 50,99 % (8 970 votants sur 17 592 inscrits) contre 50,53 % au niveau départemental et 50,17 % au niveau national.
Au second tour, Gérard Cheron et Jocelyne De Tomasi (Union de la Droite) sont élus avec 57,05 % des suffrages exprimés et un taux de participation de 51,98 % (4 780 voix pour 9 144 votants et 17 592 inscrits).

#### Élections de juin 2021
Le premier tour des élections départementales de 2021 est marqué par un très faible taux de participation (33,26 % au niveau national). Dans le canton de Breteuil (Eure), ce taux de participation est de 31,84 % (5 685 votants sur 17 855 inscrits) contre 33,02 % au niveau départemental. À l'issue de ce premier tour, deux binômes sont en ballottage : Gérard Cheron et Jocelyne de Tomasi (Divers, 61,64 %) et Amaury Huet et Sandrine Le Berre (RN, 38,36 %).
Le second tour des élections est marqué une nouvelle fois par une abstention massive équivalente au premier tour. Les taux de participation sont de 34,3 % au niveau national, 32,76 % dans le département et 30,24 % dans le canton de Breteuil (Eure). Gérard Cheron et Jocelyne de Tomasi (Divers) sont élus avec 64,86 % des suffrages exprimés (3 240 voix pour 5 401 votants et 17 859 inscrits),,.

## Composition

### Composition avant 2015
Le canton de Breteuil regroupait quatorze communes.
| Nom                          | Code Insee | Codepostal | Superficie (km2) | Population (dernière pop. légale) | Densité (hab./km2) |
| ---------------------------- | ---------- | ---------- | ---------------- | --------------------------------- | ------------------ |
| Breteuil (chef-lieu)         | 27112      | 27160      | 27,46            | 3 258 (2012)                      | 119                |
| Les Baux-de-Breteuil         | 27043      | 27160      | 34,22            | 672 (2012)                        | 20                 |
| Bémécourt                    | 27054      | 27160      | 17,11            | 490 (2012)                        | 29                 |
| Le Chesne                    | 27157      | 27160      | 17,61            | 571 (2012)                        | 32                 |
| Cintray                      | 27159      | 27160      | 16,27            | 463 (2012)                        | 28                 |
| Condé-sur-Iton               | 27166      | 27160      | 19,58            | 902 (2012)                        | 46                 |
| Dame-Marie                   | 27195      | 27160      | 11,37            | 104 (2012)                        | 9,1                |
| Francheville                 | 27265      | 27160      | 24,03            | 1 258 (2012)                      | 52                 |
| Guernanville                 | 27303      | 27160      | 3,23             | 95 (2012)                         | 29                 |
| La Guéroulde                 | 27305      | 27160      | 11,32            | 832 (2012)                        | 73                 |
| Saint-Denis-du-Béhélan       | 27532      | 27160      | 9,55             | 203 (2012)                        | 21                 |
| Saint-Nicolas-d'Attez        | 27573      | 27160      | 5,16             | 157 (2012)                        | 30                 |
| Saint-Ouen-d'Attez           | 27578      | 27160      | 9,51             | 280 (2012)                        | 29                 |
| Sainte-Marguerite-de-l'Autel | 27565      | 27160      | 23,27            | 554 (2012)                        | 24                 |

### Composition à partir de 2015
Le nouveau canton de Breteuil comprenait cinquante communes entières à sa création.
À la suite des fusions intervenues entre 2016 et 2019, ainsi qu'au décret du 5 mars 2020 rattachant entièrement les communes nouvelles de Treis-Sants-en-Ouche au canton de Bernay et de Marbois au canton de Breteuil, le nombre de communes entières descend à 41.
| Nom                              | Code Insee | Intercommunalité                       | Superficie (km2) | Population (dernière pop. légale)              | Densité (hab./km2) | Modifier                                    |
| -------------------------------- | ---------- | -------------------------------------- | ---------------- | ---------------------------------------------- | ------------------ | ------------------------------------------- |
| Breteuil (bureau centralisateur) | 27112      | CC Interco Normandie Sud Eure          | 55,05            | 4 284 (2022)                                   | 78                 | modifier les données · modifier les données |
| Ambenay                          | 27009      | CC Interco Normandie Sud Eure          | 16,80            | 551 (2022)                                     | 33                 | modifier les données · modifier les données |
| Les Baux-de-Breteuil             | 27043      | CC Interco Normandie Sud Eure          | 34,22            | 686 (2022)                                     | 20                 | modifier les données · modifier les données |
| Bémécourt                        | 27054      | CC Interco Normandie Sud Eure          | 17,11            | 557 (2022)                                     | 33                 | modifier les données · modifier les données |
| Bois-Anzeray                     | 27068      | CC Interco Normandie Sud Eure          | 11,61            | 186 (2022)                                     | 16                 | modifier les données · modifier les données |
| Bois-Arnault                     | 27069      | CC Interco Normandie Sud Eure          | 12,90            | 699 (2022)                                     | 54                 | modifier les données · modifier les données |
| Bois-Normand-près-Lyre           | 27075      | CC Interco Normandie Sud Eure          | 16,88            | 371 (2022)                                     | 22                 | modifier les données · modifier les données |
| Les Bottereaux                   | 27096      | CC Interco Normandie Sud Eure          | 22,13            | 347 (2022)                                     | 16                 | modifier les données · modifier les données |
| Broglie                          | 27117      | CC Intercom Bernay Terres de Normandie | 7,96             | 1 035 (2022)                                   | 130                | modifier les données · modifier les données |
| Capelle-les-Grands               | 27130      | CC Intercom Bernay Terres de Normandie | 13,39            | 426 (2022)                                     | 32                 | modifier les données · modifier les données |
| Chaise-Dieu-du-Theil             | 27137      | CC Interco Normandie Sud Eure          | 5,93             | 207 (2022)                                     | 35                 | modifier les données · modifier les données |
| Chamblac                         | 27138      | CC Intercom Bernay Terres de Normandie | 20,90            | 359 (2022)                                     | 17                 | modifier les données · modifier les données |
| Chambord                         | 27139      | CC Interco Normandie Sud Eure          | 14,62            | 172 (2022)                                     | 12                 | modifier les données · modifier les données |
| La Chapelle-Gauthier             | 27148      | CC Intercom Bernay Terres de Normandie | 16,43            | 406 (2022)                                     | 25                 | modifier les données · modifier les données |
| Chéronvilliers                   | 27156      | CC Interco Normandie Sud Eure          | 21,51            | 457 (2022)                                     | 21                 | modifier les données · modifier les données |
| Ferrières-Saint-Hilaire          | 27239      | CC Intercom Bernay Terres de Normandie | 9,84             | 428 (2022)                                     | 43                 | modifier les données · modifier les données |
| La Goulafrière                   | 27289      | CC Intercom Bernay Terres de Normandie | 14,38            | 169 (2022)                                     | 12                 | modifier les données · modifier les données |
| Grand-Camp                       | 27295      | CC Intercom Bernay Terres de Normandie | 14,11            | 458 (2022)                                     | 32                 | modifier les données · modifier les données |
| La Haye-Saint-Sylvestre          | 27323      | CC Interco Normandie Sud Eure          | 18,64            | 293 (2022)                                     | 16                 | modifier les données · modifier les données |
| Juignettes                       | 27359      | CC Interco Normandie Sud Eure          | 12,96            | 293 (2022)                                     | 23                 | modifier les données · modifier les données |
| Le Lesme                         | 27565      | CC Interco Normandie Sud Eure          | 26,50            | 702 (2022)                                     | 26                 | modifier les données · modifier les données |
| Marbois                          | 27157      | CC Interco Normandie Sud Eure          | 46,54            | 1 307 (2022)                                   | 28                 | modifier les données · modifier les données |
| Mélicourt                        | 27395      | CC Intercom Bernay Terres de Normandie | 6,40             | 92 (2022)                                      | 14                 | modifier les données · modifier les données |
| Mesnil-Rousset                   | 27404      | CC Intercom Bernay Terres de Normandie | 7,22             | 84 (2022)                                      | 12                 | modifier les données · modifier les données |
| Mesnils-sur-Iton                 | 27198      | CC Interco Normandie Sud Eure          | 125,03           | Fraction : 919 (2022) Commune : 6 142 (2022)   | 49                 | modifier les données · modifier les données |
| Montreuil-l'Argillé              | 27414      | CC Intercom Bernay Terres de Normandie | 13,72            | 788 (2022)                                     | 57                 | modifier les données · modifier les données |
| Neaufles-Auvergny                | 27427      | CC Interco Normandie Sud Eure          | 17,35            | 413 (2022)                                     | 24                 | modifier les données · modifier les données |
| La Neuve-Lyre                    | 27431      | CC Interco Normandie Sud Eure          | 2,85             | 532 (2022)                                     | 187                | modifier les données · modifier les données |
| Notre-Dame-du-Hamel              | 27442      | CC Intercom Bernay Terres de Normandie | 13,58            | 188 (2022)                                     | 14                 | modifier les données · modifier les données |
| Rugles                           | 27502      | CC Interco Normandie Sud Eure          | 14,10            | 2 199 (2022)                                   | 156                | modifier les données · modifier les données |
| Saint-Agnan-de-Cernières         | 27505      | CC Intercom Bernay Terres de Normandie | 7,42             | 154 (2022)                                     | 21                 | modifier les données · modifier les données |
| Saint-Antonin-de-Sommaire        | 27508      | CC Interco Normandie Sud Eure          | 7,16             | 213 (2022)                                     | 30                 | modifier les données · modifier les données |
| Saint-Aubin-du-Thenney           | 27514      | CC Intercom Bernay Terres de Normandie | 13,96            | 350 (2022)                                     | 25                 | modifier les données · modifier les données |
| Saint-Denis-d'Augerons           | 27530      | CC Intercom Bernay Terres de Normandie | 4,27             | 77 (2022)                                      | 18                 | modifier les données · modifier les données |
| Saint-Jean-du-Thenney            | 27552      | CC Intercom Bernay Terres de Normandie | 8,31             | 214 (2022)                                     | 26                 | modifier les données · modifier les données |
| Saint-Laurent-du-Tencement       | 27556      | CC Intercom Bernay Terres de Normandie | 2,76             | 66 (2022)                                      | 24                 | modifier les données · modifier les données |
| Saint-Pierre-de-Cernières        | 27590      | CC Intercom Bernay Terres de Normandie | 11,62            | 235 (2022)                                     | 20                 | modifier les données · modifier les données |
| Sainte-Marie-d'Attez             | 27578      | CC Interco Normandie Sud Eure          | 26,04            | 579 (2022)                                     | 22                 | modifier les données · modifier les données |
| La Trinité-de-Réville            | 27660      | CC Intercom Bernay Terres de Normandie | 11,15            | 244 (2022)                                     | 22                 | modifier les données · modifier les données |
| Verneuil d'Avre et d'Iton        | 27679      | CC Interco Normandie Sud Eure          | 56,00            | Fraction : 1 147 (2022) Commune : 7 262 (2022) | 130                | modifier les données · modifier les données |
| Verneusses                       | 27680      | CC Intercom Bernay Terres de Normandie | 16,15            | 180 (2022)                                     | 11                 | modifier les données · modifier les données |
| La Vieille-Lyre                  | 27685      | CC Interco Normandie Sud Eure          | 19,63            | 653 (2022)                                     | 33                 | modifier les données · modifier les données |
| Canton de Breteuil               | 2706       |                                        |                  | 23 720 (2022)                                  |                    | modifier les données                        |

## Démographie

### Démographie avant 2015
| 1962  | 1968  | 1975  | 1982  | 1990  | 1999  | 2006  | 2011  | 2012  |
| ----- | ----- | ----- | ----- | ----- | ----- | ----- | ----- | ----- |
| 7 603 | 7 438 | 7 709 | 7 813 | 8 176 | 8 858 | 9 248 | 9 778 | 9 839 |

### Démographie depuis 2015
En 2022, le canton comptait 23 720 habitants, en évolution de −1,17 % par rapport à 2016 (Eure : −0,25 %, France hors Mayotte : +2,11 %).
| 2013   | 2018   | 2022   |
| ------ | ------ | ------ |
| 24 088 | 23 757 | 23 720 |